# 布忍村
布忍村（ぬのせむら）は、大阪府中河内郡にあった村。現在の松原市東新町・南新町・北新町にあたる。

## 地理
- 河川：西除川

## 歴史

### 年表
- 1889年（明治22年）4月1日 - 町村制の施行により、丹北郡更池村・高木村・清水村・向井村・東代村の区域をもって発足。
- 1896年（明治29年）4月1日 - 所属郡が中河内郡に変更。
- 1955年（昭和30年）2月1日 - 松原町・天美町・恵我村・三宅村と合併して松原市が発足。同日布忍村廃止。

### 大字
- 大字高木は、古来丹北郡に属し、もと布忍郷の内にあり、高木村と称した[2]。1871年7月14日丹南県に属し、同年11月22日更に堺県の管轄に転じた[2]。1872年2月河内国第二十区に属し、1874年1月22日第一大区一小区に改まり、同4月13日其の二番組に入り、1876年12月7日番組廃せられて、単に第一大区一小区となり、1880年4月14日八尾郡役所部内となり、同月23日第五連合に属し、1881年2月7日大阪府の管轄となり、翌3月5日清水・更池・向井・東代と五ヶ村と連合し、1884年7月1日第五戸長役場の管理区域に入って1889年4月1日の町村制施行に至った[2]。

- 大字清水は古来丹北郡に属し、もと布忍郷の内にあり、清水村と称した[2]。管轄及び区画の変遷は大字高木と同じ[2]。

- 大字更池は古来丹北郡に属し、もと布忍郷の内にあり。更池村と称した[2]。1705年村の大部分が武蔵国川越藩の大名秋元氏の領地になった[2]。南・北の二部落に分かれ、南更池は支郷だったが、1871年8月、本郷に合併されて字地となった[2]。1868年初め新に御料となって、翌2月大坂裁判所司農局の支配に移り、同5月2日大坂府司農局の支配に改まり、同7月南司農局に属し、1869年正月20日河内県の管轄に換り、同年8月2日更に堺県の管轄に転じた[2]。管轄及び区画の変遷は大字高木と同じ[2]。旧更池村南方の人たちは、江戸時代、死牛馬の処理に関わっており、明治にはいってからは屠畜も行うようになった[3]。

- 大字向井は古来丹北郡に属し、もと布忍郷の内にあり、向井村と称した[2]。

- 大字東代は古来丹北郡に属し、もと布忍郷の内にあり、東田井村と呼んだ[2]。延宝年間に至り、東代村と改称した[2]。

## 村政
行政区は更池、清水、高木、向井、東代。村長は以下の通りである。

### 村長
- 寺田駒蔵[4]
- 橘堂宜正[5]
- 寺内憲治[1]

## 経済

### 産業
農業
産物は米、麦、蔬菜。『大日本篤農家名鑑』によれば、布忍村の篤農家は伊藤、妻屋、木下、山口姓の人物がいた。
企業
- 更池銀行[1]

## 人口
1930年に刊行された『市町村治績録 改訂第2版』によると、戸数555、人口2796。

## 交通

### 鉄道路線
- 近畿日本鉄道
  - 南大阪線
    - 布忍駅

## 名所・旧跡・観光スポット・祭事・催事

### 神社・寺院
- 布忍神社
- 浄林寺
- 称名寺
- 教通寺
- 宝泉寺
- 大林寺
- 浄信寺

## 施設
- 尋常小学校[1]

## 出身人物
- 寺田駒蔵[5][7] - 更池銀行専務取締役。